# Lijst van afleveringen van The Marvelous Mrs. Maisel
Dit is een lijst van afleveringen van de Amerikaanse komische dramaserie The Marvelous Mrs. Maisel. De serie begon op 17 maart 2017 en telt sindsdien drie seizoenen. In december 2019 kondigde Amazon ook een vierde seizoen aan.

## Overzicht
| Seizoen | Seizoen | Aantal afleveringen | Begindatum      | Einddatum        | Streamingdienst    |
| ------- | ------- | ------------------- | --------------- | ---------------- | ------------------ |
| 0       | 1       | 8                   | 17 maart 2017   | 29 november 2017 | Amazon Prime Video |
|         | 2       | 10                  | 5 december 2018 | 5 december 2018  | Amazon Prime Video |
|         | 3       | 8                   | 6 december 2019 | 6 december 2019  | Amazon Prime Video |

## Afleveringen

### Seizoen 1 (2017)
| Nr. in serie | Nr. in seizoen | Titel                                          | Regie                 | Scenario              | Uitzenddatum     |
| 1            | 1              | "Pilot"                                        | Amy Sherman-Palladino | Amy Sherman-Palladino | 17 maart 2017    |
| 2            | 2              | "Ya Shivu v Bolshom Dome Na Kholme"            | Amy Sherman-Palladino | Amy Sherman-Palladino | 29 november 2017 |
| 3            | 3              | "Because You Left"                             | Daniel Palladino      | Daniel Palladino      | 29 november 2017 |
| 4            | 4              | "The Disappointment of the Dionne Quintuplets" | Amy Sherman-Palladino | Amy Sherman-Palladino | 29 november 2017 |
| 5            | 5              | "Doink"                                        | Amy Sherman-Palladino | Daniel Palladino      | 29 november 2017 |
| 6            | 6              | "Mrs. X at the Gaslight"                       | Scott Ellis           | Sheila R. Lawrence    | 29 november 2017 |
| 7            | 7              | "Put That On Your Plate!"                      | Daniel Palladino      | Daniel Palladino      | 29 november 2017 |
| 8            | 8              | "Thank You and Good Night"                     | Amy Sherman-Palladino | Amy Sherman-Palladino | 29 november 2017 |

### Seizoen 2 (2018)
| Nr. in serie | Nr. in seizoen | Titel                                | Regie                 | Scenario              | Uitzenddatum    |
| 9            | 1              | "Simone"                             | Amy Sherman-Palladino | Amy Sherman-Palladino | 5 december 2018 |
| 10           | 2              | "Mid-way to Mid-Town"                | Amy Sherman-Palladino | Amy Sherman-Palladino | 5 december 2018 |
| 11           | 3              | "The Punishment Room"                | Scott Ellis           | Daniel Palladino      | 5 december 2018 |
| 12           | 4              | "We're Going to the Catskills!"      | Daniel Palladino      | Daniel Palladino      | 5 december 2018 |
| 13           | 5              | "Midnight at the Concord"            | Amy Sherman-Palladino | Amy Sherman-Palladino | 5 december 2018 |
| 14           | 6              | "Let's Face the Music and Dance"     | Daniel Palladino      | Daniel Palladino      | 5 december 2018 |
| 15           | 7              | "Look, She Made a Hat"               | Jamie Babbit          | Amy Sherman-Palladino | 5 december 2018 |
| 16           | 8              | "Someday..."                         | Jamie Babbit          | Kate Fodor            | 5 december 2018 |
| 17           | 9              | "Vote for Kennedy, Vote for Kennedy" | Daniel Palladino      | Daniel Palladino      | 5 december 2018 |
| 18           | 10             | "All Alone"                          | Amy Sherman-Palladino | Amy Sherman-Palladino | 5 december 2018 |

### Seizoen 3 (2019)
| Nr. in serie | Nr. in seizoen | Titel                                    | Regie                 | Scenario              | Uitzenddatum    |
| 19           | 1              | "Strike Up the Band"                     | Amy Sherman-Palladino | Amy Sherman-Palladino | 6 december 2019 |
| 20           | 2              | "It's the Sixties, Man!"                 | Dan Attias            | Daniel Palladino      | 6 december 2019 |
| 21           | 3              | "Panty Pose"                             | Daniel Palladino      | Daniel Palladino      | 6 december 2019 |
| 22           | 4              | "Hands!"                                 | Daniel Palladino      | Daniel Palladino      | 6 december 2019 |
| 23           | 5              | "It's Comedy or Cabbage"                 | Amy Sherman-Palladino | Amy Sherman-Palladino | 6 december 2019 |
| 24           | 6              | "Kind of Bleu"                           | Amy Sherman-Palladino | Amy Sherman-Palladino | 6 december 2019 |
| 25           | 7              | "Marvelous Radio"                        | Daniel Palladino      | Daniel Palladino      | 6 december 2019 |
| 26           | 8              | "A Jewish Girl Walks Into the Apollo..." | Amy Sherman-Palladino | Amy Sherman-Palladino | 6 december 2019 |